# Tổng tuyển cử
Tổng tuyển cử là một cuộc bầu cử trong đó tất cả hoặc hầu hết các thành viên của đoàn thể chính trị được quy định tham gia. Thuật ngữ này thường được dùng để chỉ các cuộc bầu cử được tổ chức cho bộ phận lập pháp chính của một quốc gia (như Quốc hội của Việt Nam) để phân biệt với các cuộc bầu cử phụ và bầu cử địa phương.
Thuật ngữ này bắt nguồn từ các cuộc tổng tuyển cử Vương quốc Anh tiến hành cho Hạ Nghị viện Vương quốc Anh. 

## Ở Canada
Ở Canada, các cuộc tổng tuyển cử được tổ chức để bầu các nghị sĩ cho Hạ Nghị viện Canada, hoặc các thành viên của bộ phận hành pháp của các tỉnh bang và vùng tự trị Canada.